# Râul Rugșoru
Râul Rugșoru este un curs de apă afluent al râului Nadoșa. 